# Urera elata
Urera elata är en nässelväxtart som först beskrevs av Olof Swartz, och fick sitt nu gällande namn av August Heinrich Rudolf Grisebach. Urera elata ingår i släktet Urera och familjen nässelväxter. Inga underarter finns listade i Catalogue of Life.